# Шиботово (Владимирская область)
Шиботово — деревня в Петушинском районе Владимирской области России, входит в состав Нагорного сельского поселения.

## География
Деревня расположена на берегу озера Догадка в 26 км на северо-запад от города Покров и в 42 км на северо-запад от райцентра города Петушки.

## История
В конце XIX — начале XX века деревня входила в состав Финеевской волости Покровского уезда, с 1926 года — в составе Киржачской волости Александровского уезда. В 1859 году в деревне числилось 11 дворов, в 1905 году — 20 дворов, в 1926 году — 29 дворов.
В XIX — начале XX века деревня относилась к Ильинскому церковному приходу.
С 1929 года деревня входила в состав Старовского сельсовета Киржачского района, с 1940 года — в составе Лачужского сельсовета, с 1945 года — в составе Покровского района, с 1960 года — в составе Петушинского района, с 1966 года — в составе Санинского сельсовета, с 2005 года — в составе Нагорного сельского поселения.

## Население
| 1859 | 1905 | 1926 | 2002 | 2010 | 2021 |
| ---- | ---- | ---- | ---- | ---- | ---- |
| 63   | ↗109 | ↗133 | ↘6   | ↘5   | ↘2   |